# Miyu Nakashima
Miyu Nakashima (japanisch 中島 みゆ Nakashima Miyu; * 5. Januar 2001) ist eine japanische Tennisspielerin.

## Karriere
Nakashima spielt vor allem auf Turnieren der ITF Women’s World Tennis Tour, bei denen sie bislang drei Titel im Doppel gewonnen hat.

## Turniersiege

### Doppel
| Nr. | Datum         | Turnier   | Kategorie | Belag     | Partnerin      | Finalgegnerinnen                | Ergebnis |
| --- | ------------- | --------- | --------- | --------- | -------------- | ------------------------------- | -------- |
| 1.  | 17. Juni 2023 | Kawaguchi | ITF W15   | Hartplatz | Aoi Itō        | Ayumi Miyamoto Lisa-Marie Rioux | 6:4, 6:4 |
| 2.  | 7. Juni 2025  | Osaka     | ITF W15   | Hartplatz | Sera Nishimoto | Yuka Hosoki Natsuki Yoshimoto   | 6:2, 6:3 |
| 3.  | 21. Juni 2025 | Sapporo   | ITF W15   | Hartplatz | Moeka Miyata   | Im Heerae Jang Gaeul            | 6:3, 6:4 |